# Aeroportul Sanday
Aeroportul Sanday (IATA: NDY, ICAO: EGES) este un aeroport din Orkney, Scoția, Regatul Unit ce deservește zona Sanday⁠(d).
Situat la o altitudine de 20 m, aeroportul dispune de 3 piste. Este operat de Orkney Islands Council⁠(d).

## Infrastructură

### Piste
Aeroportul dispune de 3 piste: 
- pista 03/21 din construction aggregate[*], cu dimensiunile 527 m × 18 m
- pista 11/29 din Iarbă, cu dimensiunile 426 m × 30 m
- pista 17/35 din Iarbă, cu dimensiunile 386 m × 30 m